# Der Höllenreiter
Der Höllenreiter ist der Titel eines stummen Kriminaldramas, das Valy Arnheim 1922 nach einem Drehbuch von Paul Rosenhayn in seiner Produktionsfirma Valy Arnheim-Film GmbH Berlin mit sich selber in der Titelrolle als Detektiv Harry Hill inszeniert und produziert hat. Marga Lindt, Arnheims spätere Ehefrau, war im Film seine Widersacherin, die Verbrecherin Gora Delavare.
Der Film war Teil der Harry Hill-Detektivfilm-Serie.

## Handlung
Dieser Film teilt sich in drei Teile: Die Millionenwette, Der Kohlenkönig und Der Höllenreiter.
Im ersten Teil verübt Gora Delavare (Marga Lindt) einen sensationellen Wettbetrug und Harry Hill, der sie entlarvt, macht sich zu ihrer Verfolgung auf. Im zweiten Teil tritt Marga Lindt als Tochter des Kohlenmagnaten Rockstone auf, will den Fürsten von Gorgona düpieren und mit Hilfe ihres Komplizen, der erklärt, einen künstlichen Kohlenersatz erfunden zu haben, einen noch größeren Raubzug vollbringen. Doch Harry Hill entlarvt sie wieder, um dann selbst scheinbar ihrer Rache zum Opfer zu fallen. Sie überfallen ihn und lassen ihn an ein führerloses Motorboot gefesselt ins Meer hinaus steuern in der sicheren Erwartung, dass er den Haifischen zum Opfer fällt. Und nochmals versuchen sie einen Millionenbetrug an dem Direktor des Zirkus Piccadilly und dieser ist schon gelungen, als Harry Hill in dem Höllenreiter die Betrügerin Delavare erkennt, entlarvt, ihre Beute den Betrogenen zurückgibt. Auf der Flucht finden Marga Lindt und ihr Komplize den Tod.
(Inhaltsbeschreibung aus Das Kino-Journal Nr. 653, vom 3. Februar 1923, auf S. 8–9.)

## Produktionsnotizen
Die Produktion der Valy Arnheim Film GmbH Berlin wurde von Hermann Schadock photographiert. Die Szene bildete Edmund Heuberger.
Der Film lag der Reichsfilmzensur am 10. April 1922 zur Prüfung vor und erhielt die Nummer B05685 Er wurde auch unter dem Titel „Die Millionenwette“ verliehen. Weitere Alternativtitel waren „Zirkus Piccadilly“ und „Der Sturz in die Tiefe“.
Eine Notiz im Kinematograph Düsseldorf Nr. 790 teilte mit:

„Valy Arnheim Film. Die Firma beendet mit dem dreiteiligen Sensationsfilm “Der Höllenreiter” von Paul Rosenhayn die Produktion der Harry Hill-Serie 1921/22. Die Hauptrollen spielen Marga Lindt und Valy Arnheim. Der Film ist am 15.April vorführungsbereit.“

## Rezeption
Der Rezensent des Kino-Journal zeigte sich mit dem Film hochzufrieden:
„Ein neuer Harry Hill-Film ist immer eine Sensation, und man muß immer staunen über die Verbrecherpraxis Marga Lindts und die prächtige Detektivfigur Vally [sic] Arnheims. Dabei klappt die Handlung vollkommen, Szene paßt zu Szene. […] Den Film zeichnen gediegene Bilder eines Rennplatzes, ausgezeichnete Aufnahmen von einem Auswandererdampfer, sowohl von den Prunkräumen wie auch vom Zwischendeck, und gute Zirkusbilder aus. Dazu die aufregende Handlung voll Sensationen, wirklich ein Detektivschlager im vollen Sinne des Wortes.“